# Poezie balistică
Poezie balistică a fost lansat pe 14 decembrie 2009 de către casa de discuri Facem Records.

## Piese
| #  | Titlu                                    | Producător | Durată |
| -- | ---------------------------------------- | ---------- | ------ |
| 1  | Balboa                                   | Sez        |        |
| 2  | Linii subtiri                            | Sez        |        |
| 3  | Berceni Progresu                         | Sez        |        |
| 4  | Cancer cu Aforic si Axes                 | Sez        |        |
| 5  | Bum Bum                                  | Sez        |        |
| 6  | Tot ce am cu Cabron si Puya              | Jupiter    |        |
| 7  | Ore de varf                              | Etas       |        |
| 8  | Contra cost cu Nimeni Altu si Dj Faibo X | Motzu      |        |
| 9  | Raptilieni                               | Sez        |        |
| 10 | Idealuri cu Bitza si Raku                | Sez        |        |
| 11 | Zile nefaste                             | Sez        |        |
| 12 | Noi sau ei                               | Etas       |        |
| 13 | Romaneste cu Cabron si Maximilian        | Agresiv    |        |
| 14 | Vise zdrobite                            | Sez        |        |
| 15 | Unu’ din multime cu K-Gula si Carbon     | Sez        |        |
| 16 | Picatura chinezeasca                     | DoubleL    |        |
| 17 | Ultima oara cu CTC                       | Sez        |        |

## Legături externe
- Poezie balistică la Discogs
- Facem Records